# Łyżwiarstwo figurowe na Zimowych Igrzyskach Olimpijskich 2014 – kwalifikacje

## Zasady kwalifikacji
Liczba miejsc do obsadzenia na igrzyskach jest ustalona przez Międzynarodowy Komitet Olimpijski. W zawodach weźmie udział maksymalnie 148 zawodników. Po 30 w konkurencji solistów i solistek, 20 par w konkurencji sportowej i 24 pary w konkurencji tanecznej. Dodatkowo 10 zespołów zostanie zakwalifikowanych do zawodów drużynowych.
Do igrzysk można było zakwalifikować się podczas dwóch imprez. Gospodarz, jeśli nie zakwalifikował się do igrzysk, otrzymał jedno miejsce w każdej konkurencji.
Pierwszą możliwością kwalifikacji były Mistrzostwa Świata w Łyżwiarstwie Figurowym 2013. Na mistrzostwach można było uzyskać 3 kwalifikacje z każdej konkurencji.
Sposób przeliczania na miejsca:
| Liczba zawodników/zespołów uczestniczących w mistrzostwach | Aby otrzymać 3 miejsca na igrzyskach    | Aby otrzymać 2 miejsca na igrzyskach    |
| ---------------------------------------------------------- | --------------------------------------- | --------------------------------------- |
| 1                                                          | Miejsce w czołowej 2                    | Miejsce w czołowej 10                   |
| 2                                                          | Wszystkie zajęte miejsca powyżej 13     | Wszystkie zajęte miejsca powyżej 28     |
| 3                                                          | Dwa najlepsze zajęte miejsca powyżej 13 | Dwa najlepsze zajęte miejsca powyżej 28 |

Mistrzostwa świata obsadziły 84 miejsca: 24 w konkurencjach solistów, 16 w parach sportowych i 19 w parach tanecznych.
Pozostałe miejsca zostały obsadzone w turnieju Nebelhorn Trophy 2013. Państwa, które miały już zakwalifikowanych zawodników/pary nie były brane pod uwagę przy obsadzaniu pozostałych miejsc. W turnieju Nebelhorn Trophy każdy kraj mógł uzyskać tylko jedno miejsce w każdej konkurencji.
W zawodach drużynowych kwalifikacja odbędzie się poprzez zestawienie wyników z sezonu 2012/2013 i 2013/2014. Ze specjalnie stworzonej klasyfikacji zostanie wyłonionych 10 państw.

## Tabela kwalifikacji według kraju
| Reprezentacja            | Soliści | Solistki | Pary sportowe | Pary taneczne | Zawody drużynowe | Zawodnicy |
| ------------------------ | ------- | -------- | ------------- | ------------- | ---------------- | --------- |
| Australia                | 1       | 1        | 0             | 1             |                  | 4         |
| Austria                  | 1       | 1        | 0             | 0             |                  | 2         |
| Azerbejdżan              | 0       | 0        | 0             | 1             |                  | 2         |
| Belgia                   | 1       | 0        | 0             | 0             |                  | 1         |
| Brazylia                 | 0       | 1        | 0             | 0             |                  | 1         |
| Chińska Republika Ludowa | 1       | 2        | 2             | 1             | X                | 9         |
| Czechy                   | 2       | 1        | 0             | 0             |                  | 3         |
| Estonia                  | 1       | 1        | 0             | 0             |                  | 2         |
| Francja                  | 2       | 1        | 2             | 2             | X                | 11        |
| Gruzja                   | 0       | 1        | 0             | 0             |                  | 1         |
| Hiszpania                | 2       | 0        | 0             | 1             |                  | 4         |
| Izrael                   | 1       | 0        | 1             | 0             |                  | 3         |
| Japonia                  | 3       | 3        | 1             | 1             | X                | 10        |
| Kanada                   | 3       | 2        | 3             | 3             | X                | 17        |
| Kazachstan               | 2       | 0        | 0             | 0             |                  | 2         |
| Korea Południowa         | 0       | 3        | 0             | 0             |                  | 3         |
| Litwa                    | 0       | 0        | 0             | 1             |                  | 2         |
| Niemcy                   | 1       | 1        | 2             | 2             | X                | 10        |
| Norwegia                 | 0       | 1        | 0             | 0             |                  | 1         |
| Filipiny                 | 1       | 0        | 0             | 0             |                  | 1         |
| Rosja                    | 1       | 2        | 3             | 3             | X                | 15        |
| Rumunia                  | 1       | 0        | 0             | 0             |                  | 1         |
| Słowacja                 | 0       | 1        | 0             | 0             |                  | 1         |
| Stany Zjednoczone        | 2       | 3        | 2             | 3             | X                | 15        |
| Szwecja                  | 1       | 1        | 0             | 0             |                  | 2         |
| Turcja                   | 0       | 0        | 0             | 1             |                  | 2         |
| Ukraina                  | 1       | 1        | 1             | 1             | X                | 6         |
| Uzbekistan               | 1       | 0        | 0             | 0             |                  | 1         |
| Wielka Brytania          | 1*      | 1        | 1             | 1             | X                | 6*        |
| Włochy                   | 1       | 2        | 2             | 2             | X                | 11        |
| Suma: 30                 | 31      | 30       | 20            | 24            | 10               | 149       |

- Wielka Brytania może wystawić jednego solistę, aby uczestniczył w zawodach drużynowych, doprowadzając liczbę zawodników do 149.

## Podsumowanie kwalifikacji

### Soliści
| Rodzaj                                           | Miejsce    | Zawodników na NKO | Zakwalifikowani                                                                 | Razem |
| ------------------------------------------------ | ---------- | ----------------- | ------------------------------------------------------------------------------- | ----- |
| Mistrzostwa Świata w Łyżwiarstwie Figurowym 2013 | London     | 3                 | Kanada Japonia                                                                  | 24    |
| Mistrzostwa Świata w Łyżwiarstwie Figurowym 2013 | London     | 2                 | Kazachstan Hiszpania Stany Zjednoczone Francja Czechy                           | 24    |
| Mistrzostwa Świata w Łyżwiarstwie Figurowym 2013 | London     | 1                 | Niemcy Chińska Republika Ludowa Uzbekistan Rosja Szwecja Belgia Austria Estonia | 24    |
| Nebelhorn Trophy 2013                            | Oberstdorf | 1                 | Izrael Rumunia Filipiny Australia Ukraina Włochy                                | 6     |
| RAZEM                                            |            |                   |                                                                                 | 30    |

### Solistki
| Rodzaj                                           | Miejsce    | Zawodników na NKO | Zakwalifikowani                                                 | Razem |
| ------------------------------------------------ | ---------- | ----------------- | --------------------------------------------------------------- | ----- |
| Mistrzostwa Świata w Łyżwiarstwie Figurowym 2013 | London     | 3                 | Korea Południowa Japonia Stany Zjednoczone                      | 24    |
| Mistrzostwa Świata w Łyżwiarstwie Figurowym 2013 | London     | 2                 | Włochy Chińska Republika Ludowa Kanada Rosja                    | 24    |
| Mistrzostwa Świata w Łyżwiarstwie Figurowym 2013 | London     | 1                 | Francja Szwecja Ukraina Estonia Słowacja Niemcy Wielka Brytania | 24    |
| Nebelhorn Trophy 2013                            | Oberstdorf | 1                 | Australia Gruzja Norwegia Austria Czechy Brazylia               | 6     |
| RAZEM                                            |            |                   |                                                                 | 30    |

### Pary sportowe
| Rodzaj                                           | Miejsce    | Par na NKO | Zakwalifikowani                                                  | Razem |
| ------------------------------------------------ | ---------- | ---------- | ---------------------------------------------------------------- | ----- |
| Mistrzostwa Świata w Łyżwiarstwie Figurowym 2013 | London     | 3          | Rosja Kanada                                                     | 16    |
| Mistrzostwa Świata w Łyżwiarstwie Figurowym 2013 | London     | 2          | Niemcy Chińska Republika Ludowa Francja Stany Zjednoczone Włochy | 16    |
| Mistrzostwa Świata w Łyżwiarstwie Figurowym 2013 | London     | 1          | —                                                                | 16    |
| Nebelhorn Trophy 2013                            | Oberstdorf | 1          | Wielka Brytania Ukraina Estonia Izrael Japonia                   | 4     |
| RAZEM                                            |            |            |                                                                  | 20    |

- Estońska federacja odrzuciła wniosek rosyjskiego zawodnika Alexandra Zaboeva o wydanie przyspieszonego obywatelstwa, więc Estońska para nie będzie mogła wziąć udziału w igrzyskach[1].

### Pary taneczne
| Rodzaj                                           | Miejsce    | Par na NKO | Zakwalifikowani                                             | Razem |
| ------------------------------------------------ | ---------- | ---------- | ----------------------------------------------------------- | ----- |
| Mistrzostwa Świata w Łyżwiarstwie Figurowym 2013 | London     | 3          | Stany Zjednoczone Kanada Rosja                              | 19    |
| Mistrzostwa Świata w Łyżwiarstwie Figurowym 2013 | London     | 2          | Włochy Francja Niemcy                                       | 19    |
| Mistrzostwa Świata w Łyżwiarstwie Figurowym 2013 | London     | 1          | Wielka Brytania Ukraina Litwa Azerbejdżan                   | 19    |
| Nebelhorn Trophy 2013                            | Oberstdorf | 1          | Chińska Republika Ludowa Turcja Australia Japonia Hiszpania | 5     |
| RAZEM                                            |            |            |                                                             | 24    |

### Zawody drużynowe
|  | Zakwalifikowani do igrzysk |  | Rezerwowe drużyny |  | Niezakwalifikowani do igrzysk |

| Miejsce | Zespół                   | 2012/2013 | 2013/2014 | Razem |
| ------- | ------------------------ | --------- | --------- | ----- |
| 1.      | Kanada                   | 3826      | 2227      | 6053  |
| 2.      | Rosja                    | 2911      | 2548      | 5459  |
| 3.      | Stany Zjednoczone        | 3142      | 2132      | 5274  |
| 4.      | Japonia                  | 2009      | 2053      | 4062  |
| 5.      | Włochy                   | 2475      | 1232      | 3707  |
| 6.      | Francja                  | 2218      | 1408      | 3626  |
| 7.      | Chińska Republika Ludowa | 2062      | 1547      | 3609  |
| 8.      | Niemcy                   | 2143      | 1453      | 3596  |
| 9.      | Korea Południowa         | 1424      | 528       | 1952  |
| 10.     | Hiszpania                | 1283      | 324       | 1607  |
| 11.     | Kazachstan               | 1080      | 517       | 1597  |
| 12.     | Ukraina                  | 991       | 537       | 1528  |
| 13.     | Czechy                   | 679       | 645       | 1324  |
| 14.     | Wielka Brytania          | 776       | 485       | 1261  |
| 15.     | Australia                | 650       | 284       | 934   |
| 16.     | Szwecja                  | 505       | 426       | 931   |
| 17.     | Uzbekistan               | 572       | 191       | 763   |
| 18.     | Białoruś                 | 451       | 284       | 735   |
| 19.     | Estonia                  | 671       | 0         | 671   |
| 20.     | Finlandia                | 357       | 241       | 598   |

- W sezonie 2012/2013 pod uwagę były brane wyniki z mistrzostw świata 2013, mistrzostw Europy 2013, mistrzostw czterech kontynentów 2013 i mistrzostw świata juniorów 2013.
- W sezonie 2013/2014 pod uwagę były brane wyniki z konkurencji ISU Grand Prix juniorów 2013/2014 oraz konkurencji ISU Grand Prix 2013/2014.
- System punktowania znajduje się w Załączniku A, 2 (e), str. 6
- Aby reprezentacja mogła wystartować w zawodach drużynowych, zawodnicy z tego kraju muszą zakwalifikować się do 3 spośród 4 konkurencji indywidualnych na igrzyskach.